# Epistephium brevicristatum
Epistephium brevicristatum là một loài thực vật có hoa trong họ Lan. Loài này được R.E.Schult. mô tả khoa học đầu tiên năm 1956.